# David Gans

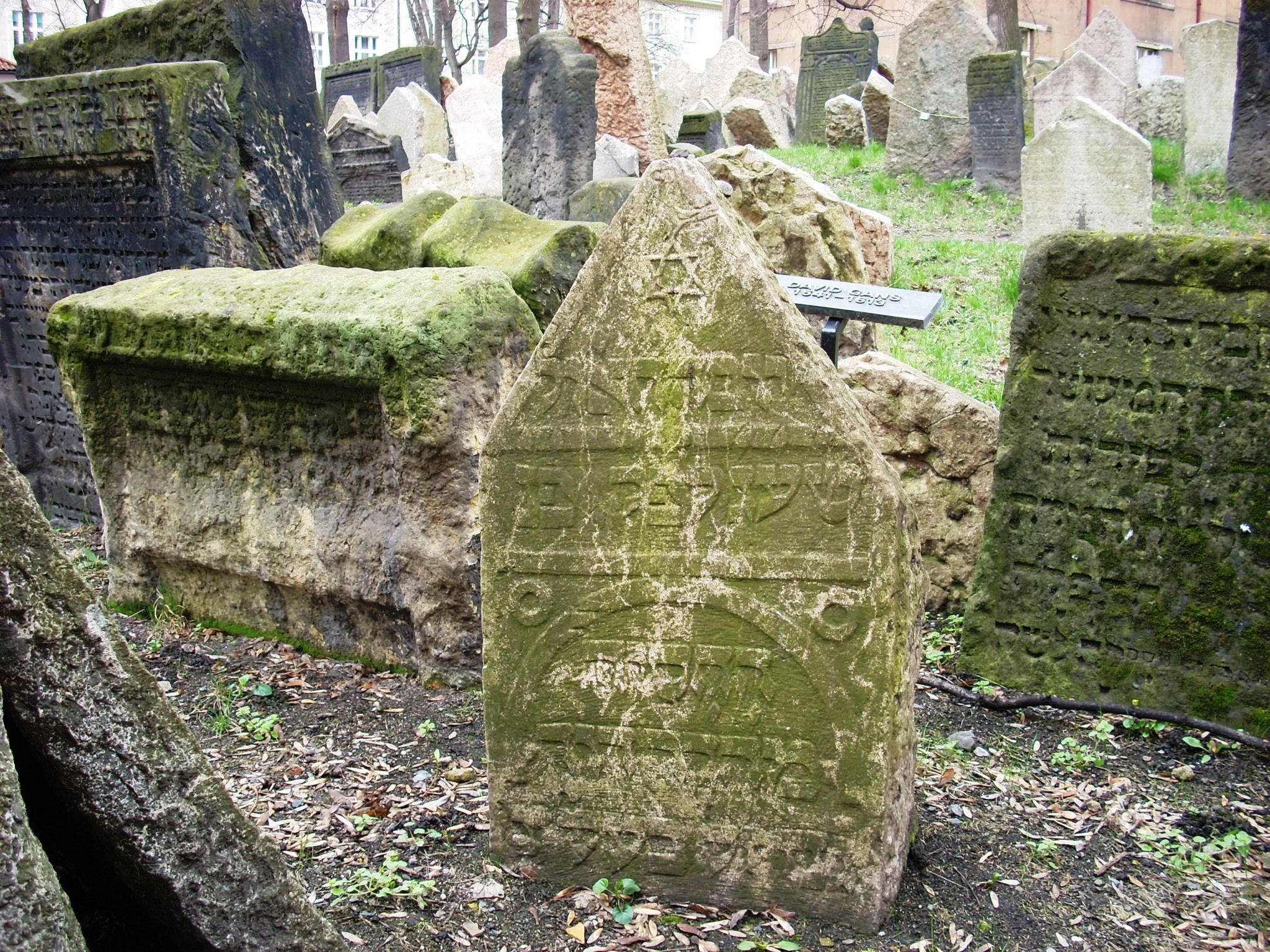
Grab des Astronomen David Gans (1541–1613) in Prag, mit Himmelsbogen, Sternen und einer Gans

David (ben Salomon) Gans (geboren 1541 in Lippstadt; gestorben 1613 in Prag) war ein Rabbiner, jüdischer Historiker, Astronom und Geograph. Da er auch theologisch und mathematisch gebildet war, bezeichnen ihn manche als  Universalgelehrten.

## Leben
David Gans entstammte der jüdischen Händlerfamilie Gans. Er war einer der drei Söhne des Salomon Gans aus Lippstadt. Während seine Brüder die kaufmännische Tradition der Familie fortsetzten, erhielt David Gans eine talmudische Ausbildung bei den Rabbinern Ruben Fulda in Bonn und Elesar Treves in Frankfurt am Main. Zuletzt studierte er in Krakau bei dem berühmten Rabbi Moses Isserles. 1564 zog er nach Prag. Dort war er ein Schüler des bekannten Rabbi Löw, den er u. a. mit Tycho bekannt machte.
David Gans verkehrte mit den bedeutendsten Gelehrten seiner Zeit, unter anderem mit Johannes Kepler und Tycho Brahe, den Kaiser Rudolf II. 1599 an seinen Prager Hof berufen hatte. David Gans erreichte in Prag ein kaiserliches Privilegium de non-arrestando für seinen Bruder Josua Seligmann Gans durch den Kaiser, also ein freies Reiserecht im ganzen Reich.
1592 veröffentlichte er ein Buch in Hebräisch über die jüdische und die Menschheitsgeschichte. Es folgten Werke über Mathematik und Geometrie, die unter dem Titel Migdal David veröffentlicht wurden.
In seiner historischen Abhandlung Zemach David (hebräisch צמח דוד Spross Davids) hielt Gans alle Ereignisse im Prager Judenviertel fest. So berichtet er für das Jahr 1592 von einem bis heute geheimnisumwitterten Treffen zwischen Kaiser Rudolf und Rabbi Judah Löw, bei dem der Kaiser mit ihm sprach „... von Angesicht zu Angesicht, wie zu einem Freund (Ex. 33,11). Und die Art und Weise ihrer Worte waren geheimnisvoll, verschlossen und verborgen. Und dies geschah hier in der heiligen Gemeinde zu Prag, am ersten Tag (der Woche; Sonntag), dem 3. Adar (5)352.“ 
 Über den Zemach David schrieb Ctibor Rybár, er sei „die zweifellos am häufigsten gelesene Schrift in hebräischer Sprache mit weltlichem Inhalt“.
David Gans verfasste auch die Schrift Nechmad weNaim (hebräisch נחמד ונעים Lieb und angenehm) über astronomische und geographische Themen. Es ist anzunehmen, dass er darüber mit Tycho Brahe in Kontakt stand, der Ende der 1580er-Jahre an seinem „tychonischen Weltsystem“ arbeitete (siehe auch Nicolaus Reimers).
Gans wurde im Alten Jüdischen Friedhof bestattet; an der Spitze seines Grabsteins ist als persönliches Symbol eine Gans eingraviert.

## Gedenken
Die David-Gans-Straße in Lippstadt ist nach ihm benannt.